# Osso quadratogiugale
Il quadratogiugale è un osso del cranio presente in numerosi vertebrati, inclusi alcuni rettili e anfibi viventi.

## Anatomia e funzione
Negli animali che ne sono dotati, il quadratogiugale si articola anteriormente con il giugale (osso della guancia) e superiormente con lo squamoso, posizionandosi generalmente nell'angolo posteriore inferiore del cranio. In molti tetrapodi moderni questo osso è assente, essendo stato perso o fuso con altri elementi scheletrici – tra questi, salamandre, mammiferi, uccelli e squamati (lucertole e serpenti). Nei tetrapodi che lo conservano, il quadratogiugale contribuisce spesso alla formazione dell'articolazione mandibolare. Dal punto di vista dello sviluppo, esso rappresenta un osso dermico appartenente alla serie temporale, partecipando alla formazione della scatola cranica. Insieme allo squamoso, contribuisce a definire la regione della guancia, fornendo inoltre siti di inserzione per i muscoli facciali.

### Rettili e anfibi

Cranio del rincocefalo Sphenotitan, con il quadratogiugale evidenziato in lilla.

Nei rettili e negli anfibi moderni il quadratogiugale è un osso prominente, simile a una cinghia, che garantisce l'integrità strutturale della regione postorbitale del cranio. In molti rettili, la sua superficie interna si articola anche con l'osso quadrato, il quale partecipa alla formazione dell'articolazione della mandibola. Durante le prime fasi evolutive dei rettili diapsidi, si sviluppò una barra temporale inferiore, composta dal quadratogiugale e dal giugale, che delimitava il bordo inferiore della finestra infratemporale – una delle aperture laterali tipiche del cranio diapside. Tuttavia, molti diapsidi, compresi i moderni squamati, hanno perso questa struttura. I coccodrilli e i rincocefali (oggi rappresentati unicamente dal tuatara, Sphenodon) mantengono il quadratogiugale, così come sembra accadere nelle tartarughe. Tra gli anfibi attuali, questo osso è presente in alcune specie di rane e cecilie, mentre risulta notevolmente assente nelle salamandre.

### Uccelli
Negli uccelli moderni il quadratogiugale si presenta come un elemento sottile e allungato del cranio. Durante l’ossificazione, il giugale e il quadratogiugale si fondono per formare la «barra giugale», struttura omologa alla barra temporale inferiore degli altri diapsidi. Le porzioni derivanti rispettivamente dal giugale e dal quadratogiugale si articolano con l'osso postorbitale e con lo squamoso, facilitando la cinesi cranica grazie alla rotazione dell'osso quadrato durante l'apertura della mascella superiore.

### Mammiferi
Nei sinapsidi, invece, i cinodonti avanzati – inclusi i mammaliaformi – hanno perso il quadratogiugale. L'osso quadrato, divenuto ridotto, si connette ora alla staffa per svolgere una funzione uditiva. Nei mammiferi moderni, il quadrato si evolve ulteriormente fino a trasformarsi nell'incudine, uno degli ossicini dell'orecchio medio. Questa trasformazione rappresenta un'apomorfia caratteristica del clade dei mammiferi ed è impiegata per identificare la transizione fossile verso la classe dei mammiferi.

## Evoluzione

### Origine

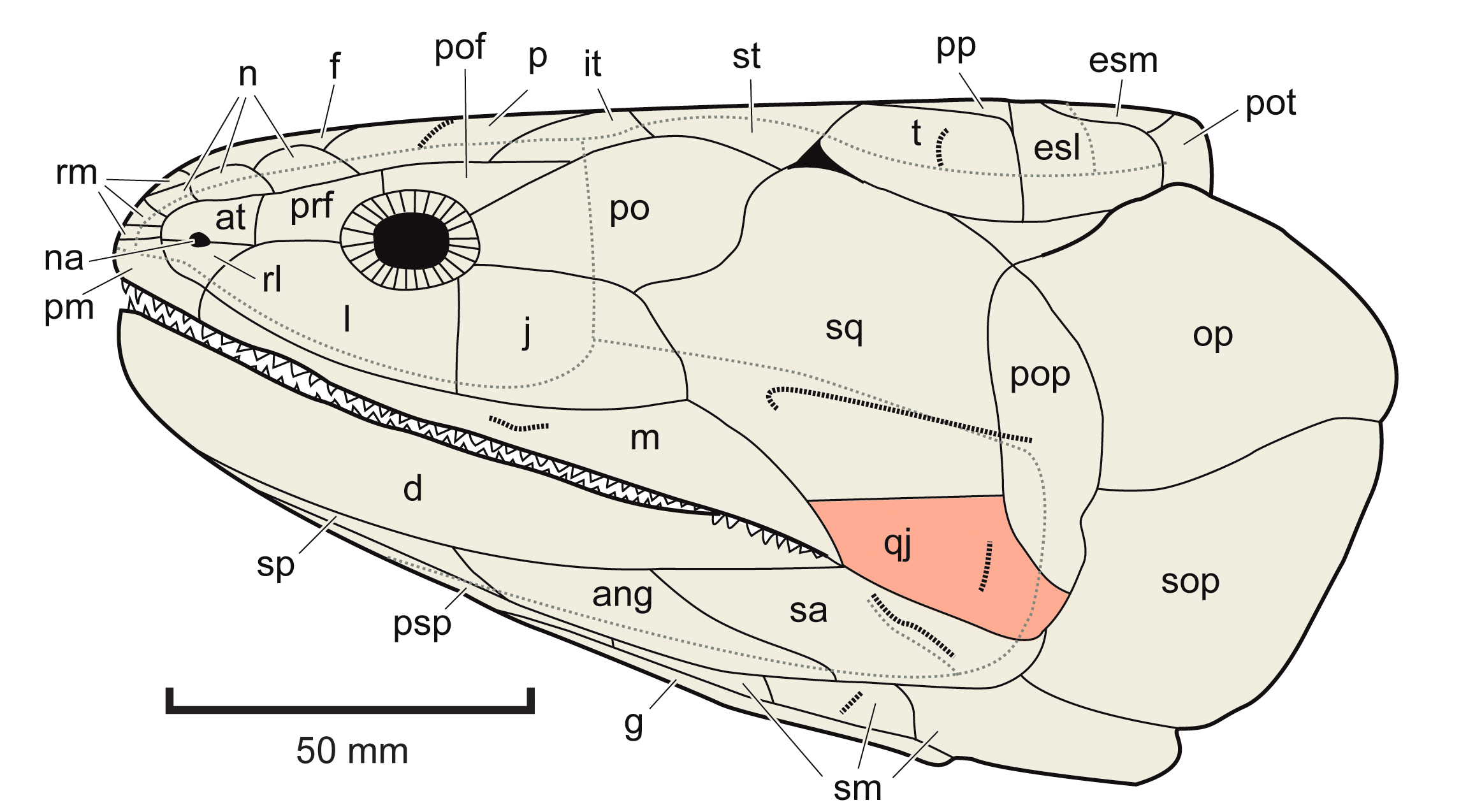
Il cranio del pesce tetrapodomorfo Eusthenopteron, con il quadratogiugale evidenziato in rosa.

Il quadratogiugale probabilmente si è originato all'interno del clade dei sarcopterigi, che comprende sia i tetrapodi sia i pesci a pinne lobate. Sebbene sia stato osservato un piccolo osso in posizione analoga a quello del quadratogiugale nei placodermi come Entelognathus e in alcuni primi attinopterigi (ad es. Mimipiscis e Cheirolepis), non è chiaro se tale struttura fosse effettivamente omologa al quadratogiugale. Quest'ultimo è assente negli actinisti (celacanti) e negli onicodonti, mentre era ben presente nei porolepiformi, lontani parenti degli attuali dipnoi (pesci polmonati). Molti paleontologi sostengono che il quadratogiugale si sia formato tramite una divisione del preopercolo, sebbene alcuni ritengano che fosse già presente prima della formazione di quest'ultimo. Tutti i pesci tetrapodomorfi possedevano un quadratogiugale, struttura che è stata poi ereditata dai loro discendenti tetrapodi. I vertebrati più simili ai tetrapodi, come gli elpistostegali (Panderichthys, Tiktaalik e altri), furono i primi a presentare un contatto diretto tra il quadratogiugale e il giugale; precedentemente, il giugale era piuttosto ridotto e isolato dal quadratogiugale dallo squamoso e dal mascellare.
Gli anfibi, in senso lato, possedevano tipicamente quadratogiugali lunghi e grossomodo rettangolari, che entravano in contatto contemporaneamente con mascellare, giugale, squamoso e quadrato. In diverse linee evolutive, soprattutto in quelle tradizionalmente classificate tra i «rettiliomorfi», il giugale si estende verso il basso riducendo il contatto tra il quadratogiugale e il mascellare; nei rettili, questo contatto è addirittura completamente assente. La maggior parte degli urodeli (salamandre) non presenta quadratogiugali, con l'eccezione del genere miocenico Chelotriton. Inoltre, il quadratogiugale manca anche nello stereospondilo triassico Chinlestegophis, simile a una cecilia, e nei lisorofi, un gruppo di microsauri paleozoici dal corpo allungato, mentre molti altri microsauri ne mostravano versioni notevolmente ridotte.

### Sinapsidi

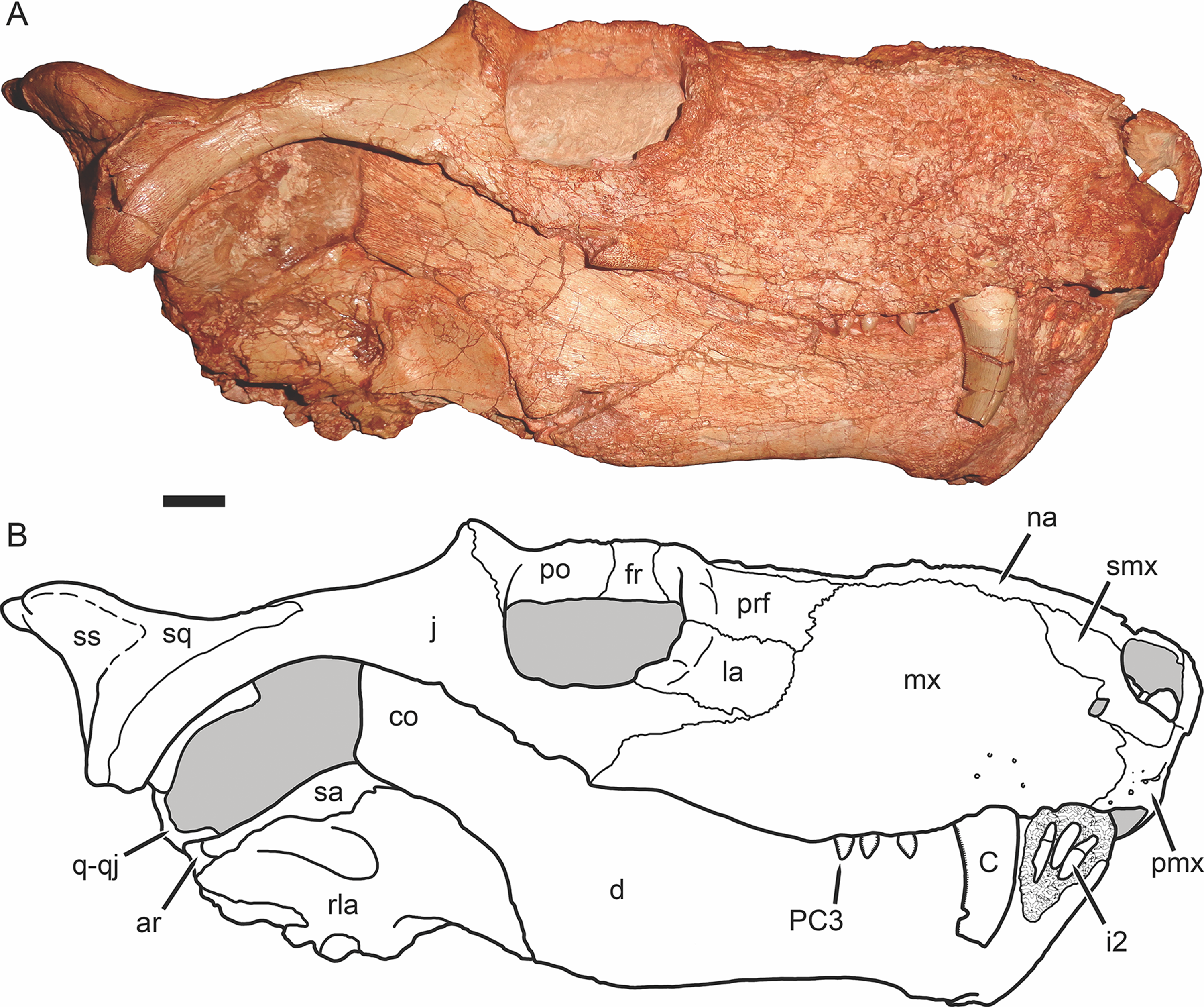
Il cranio di Gorynychus, un sinapside terocefalo. Il minuscolo complesso quadrato-quadratogiugale è indicato con q-qj.

Nei sinapsidi (mammiferi e i loro parenti estinti) il quadratogiugale subisce notevoli trasformazioni nel corso dell'evoluzione del gruppo. I sinapsidi primitivi, come eotirididi e caseidi, possedevano quadratogiugali lunghi, che in alcuni casi ristabilivano anche il contatto con il mascellare. Nella maggior parte dei terapsidi – tra cui gorgonopsi, terocefali e dicinodonti – il quadratogiugale è estremamente ridotto e perde il contatto con il giugale, fondendosi di solito con l'ugualmente piccolo quadrato per formare il complesso quadrato-quadratogiugale. In modo curioso, il cinodonte Thrinaxodon conserva un quadratogiugale separato, mentre in altri cinodonti, come Cynognathus, il complesso rimane nascosto all'interno del cranio, occultato lateralmente da un ampio osso squamoso che si articola in maniera poco marcata.

### Sauropsidi
I sauropsidi, il gruppo che include rettili e uccelli, hanno perso del tutto il contatto tra il quadratogiugale e il mascellare. Nei diapsidi, invece, il quadratogiugale e il giugale formano la barra temporale inferiore, che delimita il bordo inferiore della finestra infratemporale, una delle aperture laterali del cranio. In alcuni diapsidi primitivi, come Petrolacosaurus e Youngina, il quadratogiugale è lungo – simile a quanto avviene in anfibi, sinapsidi primitivi e nei rettili «anapsidi» – e costituisce la maggior parte della lunghezza di tale barra. Tuttavia, in molti diapsidi «avanzati» si osservano trasformazioni notevoli nella regione temporale del cranio, che incidono sulla struttura del quadratogiugale.

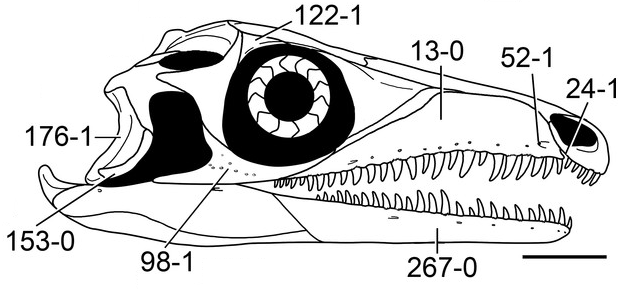
Il cranio di Prolacerta, un parente degli arcosauriformi, con una barra temporale inferiore incompleta. Il piccolo quadratogiugale, a forma di mezzaluna, è indicato con 153-0.

Diversi diapsidi presentano una barra temporale inferiore incompleta, in cui quadratogiugale e giugale non si toccano, lasciando alla finestra infratemporale una struttura ad arco aperta inferiormente. Un simile stato – barra incompleta o assente – compare per la prima volta nel genere permiano Claudiosaurus ed è mantenuto nella maggior parte degli altri diapsidi del Permiano e del Triassico; in molti casi il quadratogiugale viene addirittura del tutto perso. Tale perdita si riscontra in vari rettili marini del Triassico, come tanistrofeidi, talattosauri, pistosauri e plesiosauri. Anche gli squamati moderni (lucertole e serpenti) non possiedono il quadratogiugale, sebbene alcuni parenti primitivi, come Marmoretta, lo conservino. Negli ittiosauri, un gruppo privo della barra temporale inferiore, il quadratogiugale risulta più alto che lungo e si estende al di sopra della finestra infratemporale aperta, entrando in contatto con l'osso postorbitale anziché con il giugale. Anche le prime tartarughe, come Proganochelys, presentano un quadratogiugale alto che si articola con il giugale senza traccia della finestra infratemporale.

Il cranio del dinosauro dromeosauride Dromaeosaurus, con il quadratogiugale evidenziato in celeste.

Alcuni rettili del Triassico riacquisiscono la barra temporale inferiore, sebbene il giugale contribuisca per la maggior parte alla sua formazione. In questi animali, il quadratogiugale è un piccolo osso a forma di L o T posizionato lungo il margine posteriore del cranio. Mentre alcuni primi rincocefali, come Gephyrosaurus, presentano una barra temporale inferiore incompleta con il quadratogiugale fuso al quadrato, membri successivi del gruppo – come il moderno tuatara (Sphenodon) – possiedono una barra completa, pur con il quadratogiugale ancora fuso al quadrato. Tutti i membri degli arcosauriformi, che comprendono arcosauri come coccodrilli e dinosauri, presentano una barra temporale inferiore completa; lo stesso vale per i placodonti, Trilophosaurus, alcuni rincocefali e i coristoderi.
Negli uccelli moderni il quadratogiugale si è fuso con il giugale, assumendone una forma sottile e simile a una stecca. Tuttavia, in alcuni aviani mesozoici, come Archaeopteryx e Pterygornis, il quadratogiugale rimane separato; anche i dinosauri non aviani conservano quest'osso come elemento distinto.